# Archiearis spuria
Archiearis spuria là một loài bướm đêm trong họ Geometridae.